# László Szőgyény-Marich

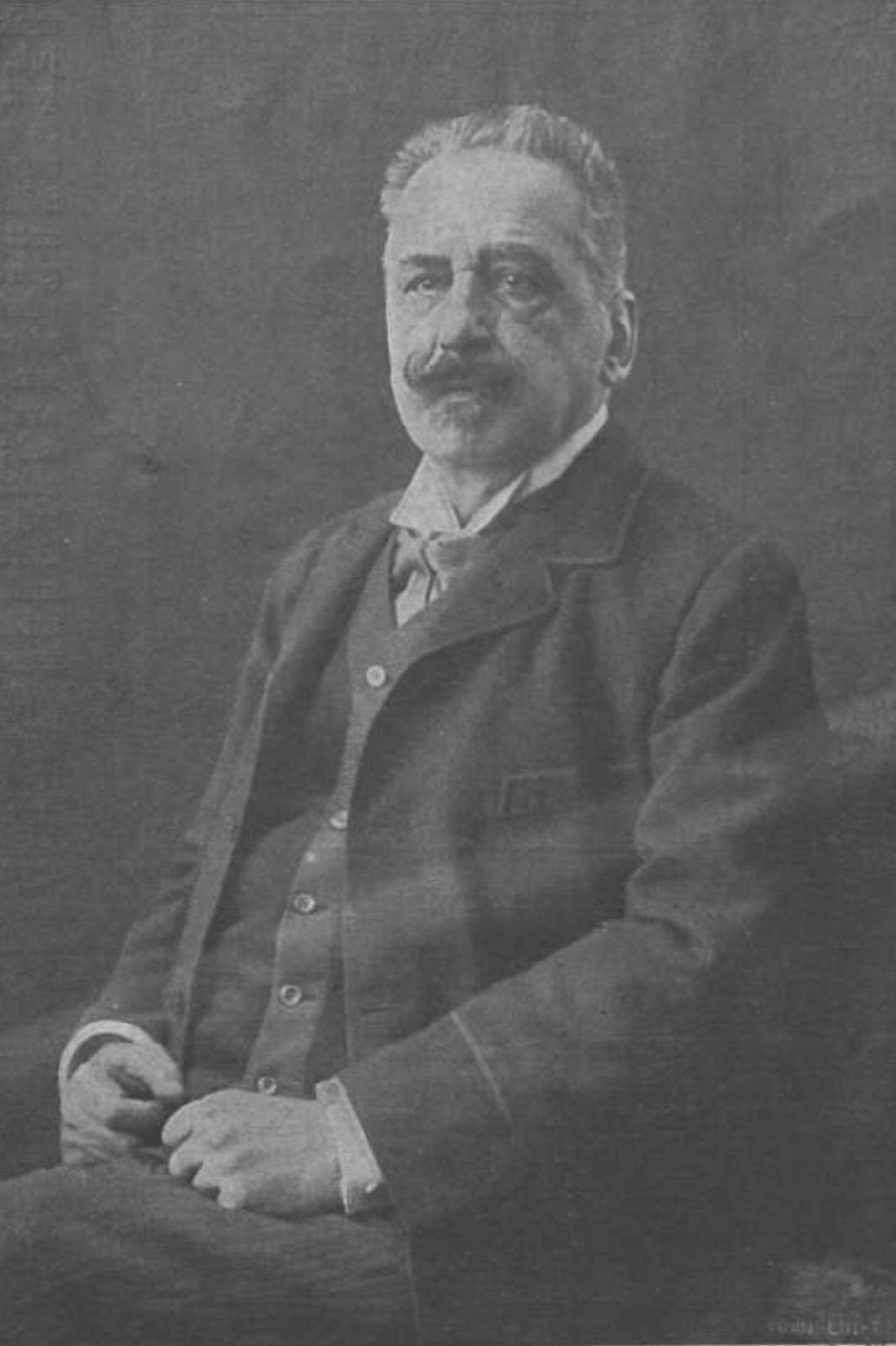
László Szőgyény-Marich

László Szőgyény-Marich, född 12 november 1840 i Wien, död 11 juni 1916 i Csór, var en ungersk greve och diplomat. 
Szőgyény-Marich var från 1869 under många år ungersk riksdagsledamot (tillhörande först Ferenc Deáks parti, därefter de konservativa) och blev 1883 avdelningschef i österrikisk-ungerska utrikesministeriet. Han blev 1890 minister "vid kungliga hovlägret" och var från 1892 till hösten 1914 österrikisk-ungersk ambassadör i Berlin. År 1910 upphöjdes han till greve. 
På grund av hög ålder var Szőgyény-Marich 1914 veckorna före första världskrigets utbrott ej vuxen sin post. Både från tyskt och österrikiskt håll gjordes gällande, att vissa uttryck i hans depescher om tyska regeringens hållning, vilka sedermera i ententepropagandan anfördes som bevis på tysk krigsiver, skulle ha fått vilseledande form på grund av bristande förmåga hos Szőgyény-Marich att klart uppfatta och rätt återge de samtal han i dem relaterat.